# ツィカパ
ツィカパ（フランス語: Tshikapa）とは、コンゴ民主共和国カサイ州の中心都市である。
ツィカパはカサイ川の河畔にあり、アンゴラとの国境から65km北に位置しており、近隣の大都市であり東カサイ州の中心都市であるカナンガから190km離れた地点に位置している。河港と空港（TSH、FZUK）が存在する。

## 歴史
ツィカパの周辺には重要なダイヤモンド鉱床が存在している。初めてダイヤモンド鉱床が見つかったのは1907年で、その後経済は発展していった。1970年代に生産が低迷したものの、露天採鉱は依然として重要性を持っていた。1980年代から1990年代にかけて経済統制が緩和されると発展は再び為されていった。そのダイヤモンド鉱山の御蔭で、イラク戦争以後、衛星電話の密度が最も高い地域となっている。

## 人口
ユトレヒト大学のデータによると、1970年代には38,900人だったが、1994年には180,900人にまで増加したと言う。第一次コンゴ戦争と第二次コンゴ戦争を経て人口は大きく変動した。その後2004年には36万人を数えている。